# ГП-25
ГП-25 или «Костёр» (Индекс ГРАУ — 6Г15) — однозарядный 40-мм подствольный гранатомёт, предназначен для уничтожения открытой живой силы, а также живой силы, находящейся в открытых окопах, траншеях и на обратных скатах местности.
Гранатомёт применяется в комплексе с 7,62-мм и 5,45-мм автоматами Калашникова (АКМ, АК-74, АК-101, АК-103 АК-12, АК-200, АК-201, АК-203). Относится к подствольным дульно-зарядным нарезным системам.

## Описание
Гранатомёт ГП-25 конструктивно состоит из трех частей: стального ствола с кронштейном и прицелом, казённика и ударно-спускового механизма, собранного в отдельном корпусе. Для переноски в походном положении гранатомёт разбирается на две части: одну составляет ствол, другую — собранные вместе казённик и корпус ударно-спускового механизма. Ствол имеет длину 205 мм (около 5 калибров гранатомёта), в его канале сделано 12 винтовых нарезов правого вращения. Выстрел, вложенный в ствол, удерживается в нем подпружиненным фиксатором.
При необходимости выстрел можно извлечь из ствола с помощью экстрактора — особого стержня с клавишей под палец. Кронштейн с ограждением служит для крепления гранатомёта на оружии — он устанавливается на цевье автомата, а его защелка фиксирует положение гранатомёта под стволом. Впереди кронштейн имеет пружинный амортизатор.
Ударно-спусковой механизм — самовзводный, куркового типа. При нажатии на прямолинейно движущийся спуск тот своим зацепом оттягивает назад курок, сжимая боевую пружину. При дальнейшем отводе спуска назад курок срывается с зацепа. Поворачиваясь, он посылает вперед шарнирно связанный с ним ударник, разбивающий капсюль выстрела. С левой стороны корпуса расположен флажок предохранителя на два положения, специальная система рычагов блокирует курок при неправильном присоединении ГП-25 к автомату. Для удобства стрельбы к корпусу ударно-спускового механизма крепится пластиковая пустотелая пистолетная рукоятка.
Прицельные приспособления рассчитаны на стрельбу прямой или полупрямой наводкой. Они установлены на левой стенке кронштейна, здесь же нанесена дистанционная шкала в виде дуги с делениями. Для прямой наводки служат откидной целик и подвижная мушка. При установке прицела на дальность особый кулачок несколько смещает корпус мушки в сторону: таким образом вводится поправка на деривацию гранаты. Полупрямая наводка осуществляется: по направлению — с помощью целика и мушки, по дальности — с помощью дистанционной шкалы и отвеса, подвешенного на оси прицела (метод «квадранта»). Полупрямая наводка производится при навесной стрельбе. Максимальная прицельная дальность как настильной, так и навесной стрельбы составляет 400 м, минимальная дальность навесной стрельбы — 150—200 м. На дальности 400 м срединные отклонения точек попадания гранат составляют: по дальности — 6,6 м, по фронту — 3 м.
В ходе афганской войны подствольный гранатомет ГП-25, предназначенный для использования в комплексе с автоматами АКМ и АК74, показал себя отличным оружием, прекрасно работающим в любых условиях и незаменимым на поле боя.

## Сравнение с М203
В 1978 году были проведены сравнительные испытания гранатомёта ГП-25 с выстрелом ВОГ-25 и 40-мм подствольного гранатомёта M203  с выстрелом М-406, установленного на винтовке M16А1. Испытания показали значительное преимущество советского гранатомёта и выстрела к нему перед аналогичной системой производства США. Выстрелы ВОГ-25 и М-406 сравнивались стрельбой по местности, где располагалась мишенная обстановка, имитирующая открыто расположенную живую силу (лежащие ростовые мишени). При этих испытаниях было выявлено, что частота поражения мишеней на тактическом поле от разрыва гранаты выстрела ВОГ-25 в 3–4 раза выше, чем от разрыва осколочной гранаты выстрела М-406.

## Варианты и модификации
- GP-25D — гранатомёт ГП-25 грузинского производства. В 1993 году в Тбилиси был создан научно-технический центр «Дельта» министерства обороны Грузии, которому передали советскую мобилизационную техническую документацию, несколько промышленных предприятий и поручили освоить выпуск военной техники, вооружения и боеприпасов. 26 мая 2012 года демонстрационный образец гранатомёта был представлен на проходившей в Тбилиси выставке вооружения «Изготовлено в Грузии» под названием «underbarrel grenade launcher», в дальнейшем он был предложен на экспорт под названием «40mm caliber under barrel grenade launcher GP-25D»[3].
- BGP-40 mm — гранатомёт ГП-25 производства компании «Zastava Arms» (Сербия)[4]
- UBGL — гранатомёт ГП-25 болгарского производства, который выпускает завод «Арсенал» в городе Казанлык[5]
- ГП-25У — гранатомёт ГП-25 украинского производства, в 2017 году допущенный к эксплуатации в вооружённых силах Украины[6]
- ГП-30 или «Обувка» — усовершенствованный гранатомёт, имеющий меньшую массу и более простую конструкцию, был принят на вооружение ВС Союза ССР в 1989 году.
- ГП-34 — усовершенствованный вариант ГП-30.

Кроме того, производство конструктивного аналога ГП-25 было освоено в Приднестровье — на Рыбницком насосном заводе (хотя некоторые детали ГП-25 изготавливают на заводе «Прибор» в городе Бендеры).